# The Scorpion King
The Scorpion King är en amerikansk äventyrs-actionfilm i regi av Chuck Russell från 2002. Den hade biopremiär i USA 19 april 2002.

## Handling
För 5 000 år sedan tror krigsherren Memnon att det är hans öde att styra över öknens splittrade folkstammar. Med en armé av barbarer sveper han fram och dödar alla i sin väg, och förslavar överlevande.

## Rollista
| Dwayne Johnson        | – Mathayus - The Scorpion King |
| Steven Brand          | – Memnon                       |
| Michael Clarke Duncan | – Balthazar                    |
| Kelly Hu              | – The Sorceress                |
| Bernard Hill          | – Philos                       |
| Grant Heslov          | – Arpid                        |
| Peter Facinelli       | – Takmet                       |
| Ralf Moeller          | – Thorak                       |
| Branscombe Richmond   | – Jesup                        |
| Roger Rees            | – King Pheron                  |
| Sherri Howard         | – Queen Isis                   |

## Internationell distribution
Filmen hade Sverigepremiär den 26 april 2002.

### Fotnoter
1. ↑  ”The Scorpion King”. Box Office Mojo. 19 april 2002. http://www.boxofficemojo.com/movies/?id=scorpionking.htm. Läst 6 maj 2018.
2. ↑  ”The Scorpion King”. Svensk filmdatabas. 26 april 2002. http://www.svenskfilmdatabas.se/sv/item/?type=film&itemid=49297. Läst 6 maj 2018.